# David Wotherspoon (Fußballspieler, 1990)
David Wotherspoon (* 16. Januar 1990 in Perth, Schottland) ist ein kanadisch-schottischer Fußballspieler.

## Beginn
Wotherspoon spielte zunächst in den Jugendmannschaften des Clubs Celtic Glasgow.

## Hibernian Edinburgh
2007 wechselte er zum Hauptstadtverein Hibernian Edinburgh, bei dem er sich größere Chancen ausrechnete, Einsatzmöglichkeiten in der Profimannschaft zu erhalten. In der Jugendmannschaft der Hibs gewann er in der Saison 2008/09 das Double durch den Gewinn  des Pokals und der U-19-Meisterschaft; in letzterer erzielte er acht Tore. David Wotherspoon gab sein Profidebüt im Heimspiel gegen St. Mirren und erzielte hier den ersten Treffer für die Hibees.

## FC St. Johnstone
Am 2. Juli 2013 unterzeichnete Wotherspoon einen Vertrag bei seinem Heimatverein aus Perth.

## Nationalmannschaft
Wotherspoon spielte bereits im U-18 und U-19-Bereich für Schottland und wurde kurz nach seinem Profidebüt auch für die U-21 berufen. Im März 2018 gab er sein Debüt für Kanada.